# Tito Sawe
Tito Sawe, né le 10 juillet 1960 et mort le 23 février 2002 à Eldoret, est un athlète kényan.

## Carrière
Tito Sawe est médaillé de bronze du relais 4 × 400 mètres aux Championnats d'Afrique d'athlétisme 1984 à Rabat puis médaillé d'or de la même épreuve aux Championnats d'Afrique d'athlétisme 1985 au Caire et médaillé d'argent de ce même relais aux Jeux africains de 1987 à Nairobi.
Il termine huitième du relais 4 × 400 mètres masculin aux Jeux olympiques d'été de 1988 à Séoul.